# 小凤尾藓
小凤尾藓（学名：Fissidens minutus）为凤尾藓科凤尾藓属下的一个物种。其种加词“minutus”意为“小的”。
现接受名为Fissidens pallidinervis Mitten, 1869。